# نيكولا إيليتش
نيكولا إيليتش (بالصربية: Никола Илић) مواليد 26 فبراير 1985 في صربيا، جمهورية صربيا الاشتراكية - الوفاة 07 ديسمبر 2012، كان لاعب كرة سلة صربي. بدأ مسيرته الاحترافية في سنة 2004. اعتزل اللعب في 2011.

## المسيرة الاحترافية
لعب مع نادي كركا لكرة السلة في موسم 2004–2005، ثم لعب مع نادي إف إم بي لكرة السلة في موسم 2008–2009، ثم لعب مع سي إس يو بلويشت من سنة 2009 إلى 2011.